# Odpoczynek w czasie ucieczki do Egiptu (obraz Rembrandta)
Odpoczynek w czasie ucieczki do Egiptu (hol. Nachtelijk landschap met de Heilige Familie) – obraz olejny na desce holenderskiego malarza Rembrandta z 1647 roku, przedstawiający nowotestamentalną scenę opisaną w Ewangelii wg św. Mateusza.
Dzieło jest jednym z dziewięciu pejzaży, które wyszły spod pędzla Rembrandta, jedynym które przedstawia pejzaż nocny. Artysta bardziej niż same postacie dramatu ukazał krajobraz oświetlony wieloma źródłami światła. Święta Rodzina przy ognisku ukazana została w lewej dolnej części obrazu. Obraz o wymiarach 33,8 × 47,8 cm, namalowany farbą olejną na desce, powstał w 1647 roku. National Gallery of Ireland w Dublinie zakupiło Odpoczynek w czasie ucieczki do Egiptu w 1883 roku. Muzealny numer inwentarzowy NGI.215.
Rembrandt przedstawił opisaną u Mateusza scenę ucieczki do Egiptu już w 1627 roku – Ucieczka do Egiptu.